# Medico ad Auschwitz
Medico ad Auschwitz. Memorie di un deportato assistente del dottor Mengele è un saggio storico in forma di libro autobiografico scritto dal medico di nazionalità ebraica Miklós Nyiszli poco dopo la fine della seconda guerra mondiale, con l'intento di raccontare le atrocità a cui aveva assistito da deportato all'interno del campo di Auschwitz.
Pietra miliare della letteratura e della testimonianza concentrazionaria, il libro fu pubblicato per la prima volta in lingua ungherese nel 1946 e successivamente ha avuto traduzioni in varie lingue.

## Soggetto del libro
In un infuocato pomeriggio di maggio del 1944, il medico ebreo ungherese Miklós Nyiszli, insieme a moglie e figlia, giunge ad Auschwitz. Durante la selezione iniziale, Nyiszli e la sua famiglia finiscono nel gruppo di destra, ovvero tra le persone abili al lavoro e quindi non dirette alle camere a gas. Egli, in particolare, viene selezionato dal dottor Mengele, il medico numero uno del campo di Auschwitz, e diventa membro del Sonderkommando, il personale addetto ai crematori, con l'incarico di eseguire pratiche di dissezione sui cadaveri e fornire assistenza medica ai membri del Sonderkommando stesso.
Separato da moglie e figlia, durante gli otto mesi trascorsi ad Auschwitz, diventa testimone di una lunga serie di atrocità, accuratamente riportate nel suo libro. Su ordine del dottor Mengele, Nyiszli apre i cadaveri di centinaia di vittime, taglia pezzi di carne da corpi sani di ragazze affinché divengano colture di batteri e fa cuocere i cadaveri di persone storpie e nane perché i loro scheletri siano sufficientemente puliti per essere esposti nei musei tedeschi.
In virtù delle sue abilità mediche, conquista ben presto la fiducia di Mengele, grazie alla quale ottiene il permesso di andare alla ricerca della propria famiglia, che riesce a salvare, facendola trasferire in un campo di lavoro.
Sempre per volere del dottor Mengele, egli due volte sfugge alla morte: la prima, durante una rivolta del Sonderkommando, brutalmente soffocata nel sangue, e la seconda quattro mesi dopo, quando anche il nuovo Sonderkommando, al termine del proprio servizio, viene sterminato.
Nel gennaio del 1945, quando la fine della Germania è ormai prossima, il campo di Auschwitz viene evacuato e inizia così il trasferimento a piedi da un campo di concentramento all'altro; il dottor Nyiszli sfugge per la terza volta alla morte destinata a chi ha lavorato nei crematori confondendosi tra le file di deportati che abbandonano il campo. Sopravvivendo al freddo e al gelo, giunge al campo di Mauthausen. Qui rimane sordo agli appelli fatti ai nuovi arrivati che chiedono, a chi ha lavorato nei crematori di Auschwitz-Birkenau, di presentarsi; stanno cercando i testimoni scomodi dello sterminio da eliminare: Nyiszli è tra questi. In seguito viene trasferito nel sottocampo di Melk e infine ad Ebensee. Le condizioni in questi campi sono indescrivibili e si profila il temuto sterminio totale dei prigionieri; Nyiszli teme di non farcela. Invece, il 5 maggio del 1945, finalmente viene appesa la bandiera bianca, in segno di resa agli Americani, sull'altissimo camino del crematorio di Ebensee.
Tornato a casa, Nyiszli riabbraccia moglie e figlia e decide di riprendere l'attività di medico sino a quando, nel 1956 sopraggiunge la morte per collasso cardiaco.

## Le modalità di sterminio

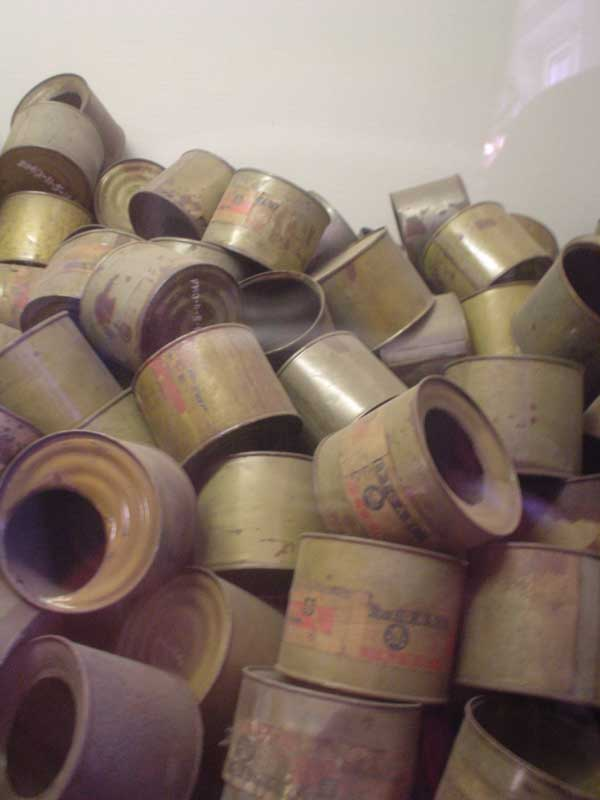
Contenitori vuoti di gas Zyklon B ritrovati dagli alleati alla fine della seconda guerra mondiale.

Due erano le modalità principali di sterminio nei lager nazisti, lo sterminio "diretto", in cui si uccideva subito il deportato inutilizzabile e quello "indiretto", con cui lo si uccideva nel tempo relativamente breve di consumarsi con il massacrante lavoro coattivo imposto e la scarsa alimentazione. Secondo quanto racconta Nyiszli, la modalità principale per lo sterminio diretto di massa era rappresentata dalle camere a gas.

### La selezione
Erano destinati a morte immediata tutti coloro che, scesi dal convoglio, dopo la selezione iniziale, finivano nel gruppo di sinistra, cioè degli inabili al lavoro; ma questi erano più fortunati di quelli scelti per lavorare, ai quali la morte era stata solo ritardata con disumane sofferenze.
Si constatò che la separazione delle madri dai figli, scartati perché troppo piccoli, dava origine a scompiglio e confusione e allora anche giovani madri in salute, che avrebbero potuto lavorare, seguivano la condanna a morte dei loro figli. I selezionati per il gas dovevano essere condotti nella maniera più calma possibile ai crematori. Si cercava di tranquillizzare i dubbiosi, si diceva loro che dopo si sarebbero ricongiunti con l'altro gruppo di selezionati, che avrebbero riavuto il loro bagaglio; si concedeva la possibilità di dissetarsi dopo il tremendo viaggio e si avvertivano che sarebbero stati condotti alle docce per un necessario bagno di disinfezione e che dopo li aspettava una minestra calda. Gli irriducibili, quelli che creavano problemi, venivano portati dietro i treni e uccisi di nascosto con armi di piccolo calibro. Lasciati i bagagli sulla banchina dei treni venivano incolonnati per cinque e avviati allo sterminio a migliaia alle vicine camere a gas; i nazisti avevano allungato i binari fino davanti alle porte dei crematori; chi non poteva camminare veniva trasportato con camion.
Scesi in un ampio spogliatoio, veniva spiegato loro di togliersi tutti i vestiti e di appenderli agli attaccapanni, di cui ciascuno è tenuto a ricordare il proprio numero per evitare confusione al ritorno dalla doccia (questo avveniva nei crematori II e III, mentre nei crematori IV e V non vi erano spogliatoi e perciò la svestizione si effettuava all'aperto). Per tranquillizzarli ulteriormente si distribuivano pezzetti di sapone ed asciugamani.

### Lo sterminio nella camera a gas
La folla nuda veniva allora fatta entrare in un altro salone caratterizzato dalla presenza di soffioni di doccia finti sul soffitto e di quattro colonne quadrate formate da 3 grate concentriche in metallo, con fori di diversa misura; all'interno di queste si versava lo Zyklon-B, che ironicamente veniva trasportato da un'ambulanza della Croce Rossa. Tali colonne, caricate dall'alto, servivano per evitare la dispersione dei cristalli del gas ed evitare che i corpi cadendo li coprissero, diminuendone fortemente l'efficacia. Solo a contatto con aria preriscaldata a 25-27 °C, lo Zyklon-B sviluppa gas mortale in grado di sterminare una grande quantità di persone nel giro di pochi minuti; si usava perciò riscaldare le camere a gas con il calore sviluppato dai forni crematori. Inoltre le camere dovevano essere stipate di vittime all'inverosimile per ridurre lo spazio d'aria e facilitare l'azione del gas creando uno spazio molto ristretto. Chiusa la porta stagna, poco prima di gettare il gas, si usava anche spegnere la luce all'interno della camera, per scatenare il panico tra le persone ammassate dentro ed aumentarne fortemente la respirazione e quindi l'inalazione dei vapori tossici. Ad uccisione avvenuta, non restava che una piramide di corpi aggrovigliati, alla cui base giacevano i più deboli, lattanti, poi i bambini, quindi le donne, gli anziani e infine gli uomini più forti. Si azionavano i disaeratori che espellevano il gas usato da un camino sul tetto del crematorio mentre si inalava aria pulita nella camera a gas con ventilazione elettrica forzata.
Allora il Sonderkommando, con maschere antigas, cominciava a districare con uncini la matassa di corpi e poi veniva tolto ai cadaveri tutto ciò che poteva essere conveniente: i loro capelli, utili per la produzione di spolette per bombe e tessuti come il "traliccio", oggetti preziosi come anelli, orecchini, collane, bracciali ecc., si strappavano i denti d'oro, che ripuliti di frammenti di carne ed ossa con acido, venivano fusi in lingotti nella fonderia del crematorio II e inviati alla Reichsbank di Berlino.
Quando il numero degli innocenti era inferiore o uguale a 500, non veniva usato il gas ma le vittime venivano uccise con una pallottola alla nuca con armi di piccolo calibro, che solitamente non determinava la morte istantanea.

### La tecnica d'uso dei forni crematori
Con un montacarichi i corpi venivano portati al piano superiore, nella sala d'incenerimento, lunga 30 metri e dotata di cinque grandi forni crematori multipli a tre porte ciascuno, per un totale di 15 bocche di forno; quindi i cadaveri venivano trascinati facendoli scorrere su acqua saponata (assai utile per non far attaccare i corpi sui ferri roventi d'introduzione) in un lungo scivolo perfettamente liscio e leggermente concavo, scavato nel pavimento, che copriva tutta la lunghezza della sala, e ammucchiati accanto ai forni. Ogni due-tre mucchi di corpi di adulti se ne formava uno di bambini, usati per guarnire il carico. Vi erano 15 lunghe slitte in acciaio scorrevoli con ruote su piccoli binari, lunghi dallo scivolo al forno. Le slitte erano usate per introdurre i cadaveri e ognuna era in asse con una bocca di forno (lo scivolo e i binari si vedono ancora nelle rovine dei crematori II e III). Su queste slitte venivano caricati di media due adulti ed un eventuale bambino e comunque, a seconda di ciò che la grandezza dei corpi consentiva, venivano sempre stipati al massimo possibile e poi spinti nella bocca incandescente del forno. Non si aspettava la fine della cremazione precedente, le porte del forno dopo 15- 20 minuti circa, venivano riaperte e con pinze e altri lunghi ferri veniva fatto spazio per un altro "carico" che veniva così gettato tra le fiamme, indipendentemente dallo stato della cremazione dei corpi precedenti. Pare che le muffole, o "camere di combustione" dei forni, potessero contenere fino ad 8 corpi, se abbastanza emaciati, alla volta. Nel gergo dei crematori, questa operazione era chiamata "caricare il forno". La cremazione di un corpo richiedeva mediamente 10 minuti. Le ossa più grandi, non completamente combuste, cadevano nella sottostante fossa di raccolta e successivamente frantumate con pestelli a mano. Il comandante del campo non faceva usare macchine trita-ossa come in altri lager. Le ceneri venivano stipate su camion e gettate in stagni, fiumi o usate come fertilizzanti per i campi e giardini, per fare saponi o per rendere transitabili strade ghiacciate d'inverno.

### I roghi umani
Quando i quattro crematori erano stracolmi, i deportati in eccedenza venivano inviati alle "fosse crematorie", chiamate i "roghi umani".
I prigionieri venivano spinti nella casa a gruppi di trecento o quattrocento persone. Qui si dovevano spogliare nudi, quando uscivano venivano afferrati uno per volta da due detenuti del Sonderkommando e costretti a correre per un sentiero nel bosco, al termine del quale si apriva una radura dove giacevano lunghi e profondi fossati ardenti di corpi umani in fiamme; sul bordo delle fosse diverse SS con in mano armi di piccolo calibro. Le vittime erano paralizzate dal terrore e, prima di essere gettate nella fossa, veniva sparato loro un proiettile alla nuca; la morte non sopraggiungeva quasi mai immediata: le vittime così ardevano vive. Nel campo era chiamata la "doppia morte".
Le SS dovevano mantenere il ritmo di sterminio e sparavano agli uomini del Sonderkommando che tardavano a portare la vittima davanti a loro.
Nyiszli ci dice nelle sue memorie che il "rendimento" dello sterminio dei roghi era superiore a quello di un crematorio.

## Gli esperimenti scientifici su cavie umane
Accanto alla realtà delle camere a gas e dei roghi umani di Birkenau, Miklós Nyiszli racconta anche degli esperimenti scientifici condotti sui prigionieri ad opera del dottor Mengele, soprannominato il "Kriminal-doktor". Soggetti prediletti a tal proposito erano i gemelli, i nani e gli storpi, accuratamente selezionati all'arrivo. I gemelli costituivano una preziosa fonte di informazioni utili per la ricerca sull'accelerazione della moltiplicazione della razza ariana, per ripopolare il Reich nel dopoguerra, arrivare cioè a riuscire ad effettuare il parto gemellare pilotato. I gemelli erano usati per studi, tra cui quelli ghiandolari e andavano sezionati, quindi erano più utili da morti piuttosto che da vivi, per cui, una volta eseguiti tutti i possibili test in vita, il dottor Mengele non esitava a privarli della vita.
L'uccisione dei gemelli avveniva, secondo quanto constata Nyiszli durante l'autopsia, attraverso iniezioni di acido fenico direttamente al cuore e il materiale ottenuto dalle dissezioni dei loro corpi veniva successivamente inviato all'Istituto di Ricerche Antropologiche e Biologico-Razziali di Berlino. Ad Auschwitz, fatto più unico che raro, i gemelli morivano insieme e questo consentiva di effettuare esami comparativi unici su entrambi, cosa impossibile fuori di lì; inoltre si avevano a disposizione numerose coppie di gemelli con i trasporti, altra cosa assai difficile da ottenere in altri posti. Ciò accendeva lo smisurato amore del dottor Mengele per questi esperimenti criminali, che lo facevano sognare di arrivare un giorno non lontano a scoprire il segreto della riproduzione gemellare e diventare così un luminare della scienza nazista, un nome immortalato nel nuovo imminente Reich millenario.
I nani e gli storpi, invece, che arrivavano con i convogli, erano immediatamente tratti fuori dalle file dal dottor Mengele, che con un gesso scriveva su di loro "Zur Sektion", e inviati per via differita ad essere subito uccisi senza armi da sparo, ma con modi che non rovinassero le ossa dello scheletro, come ad esempio iniezioni al cuore di fenolo, per essere poi successivamente sezionati. Mengele li trovava utili per arrivare a dimostrare che la razza ebrea avesse portato la tara e la deformità nel mondo, per cui i loro organi e i loro scheletri, accuratamente ripuliti dai residui di carne attraverso un processo di bollitura dei cadaveri, erano poi inviati alle università tedesche e, successivamente, al museo di Berlino, destinati ad essere esposti, quando gli Ebrei fossero stati tutti sterminati, come prova della minaccia biologica giudea eliminata.

## I medici deportati nel campo

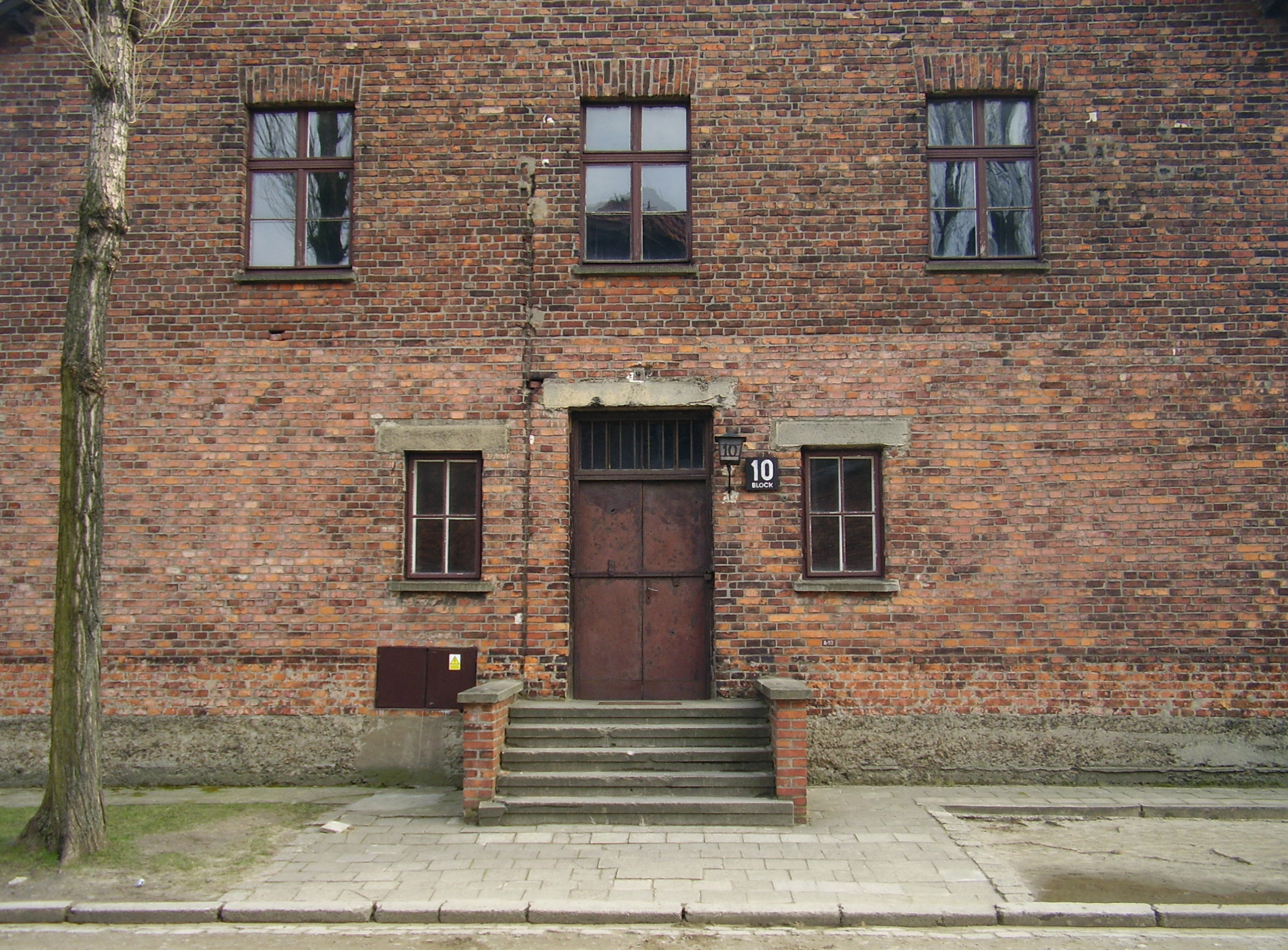
Il "Block 10" destinato agli esperimenti

Da poco arrivato ad Auschwitz, Nyiszli subito resta sorpreso dal fatto che alcuni giovani medici francesi e greci gli chiedono di illustrargli la tecnica per eseguire punture lombari e il permesso per effettuare prove sui cadaveri.
Nel corso del libro, poi, Nyiszli continua a metterne in risalto l'aspetto eroico, evidenziando come, incuranti del proprio destino e privi di attrezzature adeguate, danno il loro meglio solo per tentare di garantire agli internati del campo la minor sofferenza fisica possibile seppur, in ogni caso, condannati a morte certa. Per esempio, quando i medici scoprivano malattie contagiose, erano soliti nascondere i malati alle autorità sanitarie SS e li curavano come meglio potevano. Essi sapevano infatti che Mengele era solito attuare una "vasta campagna per la prevenzione delle epidemie", che consisteva dapprima nell'isolare la baracca dei malati, poi le baracche adiacenti e infine nello sterminio attraverso le camere a gas. Lo stesso Nyiszli, quando gli viene chiesto di esaminare i cadaveri di due donne per confermare se erano malate di tifo, mente affermando che queste erano decedute per altre cause.
Importanti per esaminare ulteriormente la persona di Nyiszli da un punto di vista medico sono i racconti in cui narra di essersi imbattuto diverse volte in membri del Sonderkommando, malati o dopo un vano tentativo di suicidio. Tutti costoro lo pregavano di dargli del veleno mortale ad azione immediata: Nyiszli, tuttavia, l'ha sempre negato a tutti.

## La figura del dottor Mengele
Egli intravede per la prima volta il dottor Mengele durante la selezione iniziale, poiché questi ne è il responsabile.
Se a prima vista non suscita particolare terrore, è nel corso del tempo trascorso nel campo che Nyiszli, obbedendo ai suoi ordini, impara ad averne paura. Egli lo definisce come un pazzo fanatico, che fra tutti i criminali è il tipo più pericoloso: è colui che è capace di ordinare la morte di milioni di persone innocenti in nome della superiorità della razza germanica; per la stessa ragione poi, quello stesso criminale è capace di passare instancabilmente ore e ore tra microscopi e provette, conducendo ricerche scientifiche sulla genetica, i cui risultati sarebbero considerati di valore inestimabile se giungessero a qualche scoperta utile per la riproduzione accelerata della razza "germanico-ariana".

## L'esperienza come uomo
Quando arriva ad Auschwitz, il dottor Miklós Nyiszli non sa dove si trova.
Tatuato come numero A8450, egli si stupisce poi nel vedere che a lui non viene assegnata la consueta uniforme a strisce, ma un elegante abito borghese, come a tutti i membri del Sonderkommando. Più tardi viene a sapere che il Sonderkommando viene eliminato ogni quattro mesi.
Convinto dell'impossibilità di salvare la propria vita, Nyiszli sente l'assoluto bisogno di smascherare l'ipocrisia del Terzo Reich, mettendo il mondo a conoscenza di ciò che accade nei campi. Nasce così l'idea di redigere un documento: in tre fogli di pergamena si descrivono le atrocità commesse e vengono indicati il numero delle vittime, i metodi e gli strumenti dei massacri, mentre nel quarto foglio sono riportate le firme dei duecento uomini del Sonderkommando che hanno sottoscritto il documento.
Una copia viene inserita di nascosto all'interno di un divano destinato all'esterno del campo, mentre un'altra viene interrata nel cortile del crematorio II.
Qualche mese dopo un barlume di speranza si accende quando, durante un attacco aereo al campo, alcuni deportati riescono ad introdurre all'interno alcuni mitra, granate, munizioni ed esplosivo: il Sonderkommando inizia così a pensare a una rivolta ed a un'insurrezione generale del campo, quella che fu poi chiamata "Rivolta dell'ottobre 1944", unica nel suo genere a Birkenau.
Ma la rivolta fallisce. Tutti i membri del Sonderkommando vengono sterminati, tranne i medici, tra cui Nyiszli e dodici compagni che all'inizio erano riusciti a fuggire, poi vengono riportati indietro ed uccisi. Vengono anche impiccate le deportate che lavoravano in fabbrica ed avevano fornito l'esplosivo al Sonderkommando.
 Dirà la stessa cosa anche quando verrà salvato dal dottor Mengele una seconda volta. Ciò che invece lo sconvolge totalmente è il venir a sapere della morte di quei pochi compagni che erano riusciti a fuggire, perché 
Trascorrono altri quattro mesi, prima che il clima di disperazione tramuti di nuovo in speranza: circolano notizie che la Germania sta per capitolare e Himmler ordina di demolire i crematori nel tentativo di cancellare le tracce dello sterminio.
Poi inizia l'evacuazione del campo di Auschwitz e il trasferimento da un campo all'altro: durante la fuga Nyiszli e i suoi compagni si trovano ad attraversare la stanza del tesoro, ancora stracolma d'oro.
Arrivati al campo di Ebensee, oramai Nyiszli, pur sapendo che la liberazione è solo questione di giorni, viene colto da un'ultima tremenda paura, quella di essere massacrato prima dell'arrivo dei liberatori nelle gallerie del campo.
Una volta liberato e finalmente tornato nella sua casa vuota non sembra trovare pace.
Sei mesi dopo la liberazione, finalmente riabbraccia la sua famiglia.